# Гемосидерин
Гемосидерин — тёмно-жёлтый пигмент, состоящий из оксида железа. Гемосидерин образуется при распаде гемоглобина и последующей денатурации и депротеинизации белка ферритина, отвечающего за хранение железа в организме. Аккумуляция гемосидерина в тканях и органах тела происходит при различных заболеваниях. В физико-химическом отношении гемосидерин представляет собой соединение коллоидной гидроокиси трехвалентного железа с белками, гликопротеидами и липидами клетки. Откладывается в цитоплазме в виде аморфных, сильно преломляющих свет зёрен золотисто-желтого или коричневого цвета.
Гемосидероз — патологическое накопление пигмента гемосидерина, синтезируемого макрофагами (сидеробластами) селезёнки, печени, лимфоузлов, костного мозга и других органов. Примером местного гемосидероза может быть обычный синяк. При хроническом венозном застое в малом круге кровообращения, вызванном сердечной недостаточностью, развивается местный гемосидероз лёгких (бурая индурация лёгких). Общий гемосидероз обычно возникает при массивном гемолизе. 